# Império do Espírito Santo de Santa Rita
O Império do Espírito Santo de Santa Rita é um império do Espírito Santo português localizado no lugar de Santa Rita, à freguesia de Santa Cruz, concelho da Praia da Vitória, e faz parte do Inventário do Património Histórico e Religioso da Praia da Vitória, remontando ao século XIX.
Trata-se de um império edificado com planta quadrangular, de um único piso que foi assente num embasamento sobrelevado e acessível, na fachada principal, por um conjunto de cinco degraus curvos. Apresenta três vãos na fachada principal e dois em cada uma das fachadas laterais. As janelas guardadas por uma guarda de ferro fundido e a porta são rematadas por um arco trilobado.
A fachada principal foi rematada por um frontão de forma contracurvada debruado por cornija, e ladeado por urnas e encimado por uma coroa do Espírito Santo. Este império foi rebocado e caiado a cal de cor branca à excepção dos cunhais boleados, das pilastras, da cornija e das molduras dos vãos que foram edificados em cantaria pintada de cinzento. O telhado apresenta-se de duas águas, e é rematada por beiral simples. No frontão e inserido numa cartela é possível ler a data de 1888.